# Okręg wyborczy nr 45 do Sejmu Rzeczypospolitej Polskiej (1993–2001)
Okręg wyborczy nr 45 do Sejmu Rzeczypospolitej Polskiej (1993–2001) obejmował województwo tarnobrzeskie. W ówczesnym kształcie został utworzony w 1993. Wybieranych było w nim 6 posłów w systemie proporcjonalnym.
Siedzibą okręgowej komisji wyborczej był Tarnobrzeg.

## Wyniki wyborów
| Podział 6 mandatów: SLD: 2 PSL: 3 KPN: 1 |

| Podział 6 mandatów: SLD: 2 PSL: 1 AWS: 3 |

## Reprezentanci okręgu
| Sejm | Rok  | Poseł KW                                     | Poseł KW                                     | Poseł KW                                     | Poseł KW                                     | Poseł KW                                     | Poseł KW                                     | Poseł KW                                     | Poseł KW                                     | Poseł KW                                     | Poseł KW                                     | Poseł KW                                     | Poseł KW                                     |
| ---- | ---- | -------------------------------------------- | -------------------------------------------- | -------------------------------------------- | -------------------------------------------- | -------------------------------------------- | -------------------------------------------- | -------------------------------------------- | -------------------------------------------- | -------------------------------------------- | -------------------------------------------- | -------------------------------------------- | -------------------------------------------- |
| II   | 1993 |                                              | J. Jaskiernia SLD                            |                                              | S. Masternak PSL                             |                                              | W. Stępień SLD                               |                                              | K. Kamiński KPN (1993) AWS (1997)            |                                              | S. Bartoszek PSL                             |                                              | L. Błądek PSL                                |
| III  | 1997 |                                              | J. Jaskiernia SLD                            |                                              | S. Masternak PSL                             | A. Gargaś AWS                                | W. Stępień SLD                               |                                              | K. Kamiński KPN (1993) AWS (1997)            | T. Pawlus AWS                                |                                              |                                              |                                              |
| IV   | 2001 | okręg zniesiony – patrz okręgi nr 6, 23 i 33 | okręg zniesiony – patrz okręgi nr 6, 23 i 33 | okręg zniesiony – patrz okręgi nr 6, 23 i 33 | okręg zniesiony – patrz okręgi nr 6, 23 i 33 | okręg zniesiony – patrz okręgi nr 6, 23 i 33 | okręg zniesiony – patrz okręgi nr 6, 23 i 33 | okręg zniesiony – patrz okręgi nr 6, 23 i 33 | okręg zniesiony – patrz okręgi nr 6, 23 i 33 | okręg zniesiony – patrz okręgi nr 6, 23 i 33 | okręg zniesiony – patrz okręgi nr 6, 23 i 33 | okręg zniesiony – patrz okręgi nr 6, 23 i 33 | okręg zniesiony – patrz okręgi nr 6, 23 i 33 |

### Wybory parlamentarne 1993
| Komitet wyborczy                                      | Komitet wyborczy                                     | Głosów | %     | Mandaty | Wybrani posłowie                                       |
| ----------------------------------------------------- | ---------------------------------------------------- | ------ | ----- | ------- | ------------------------------------------------------ |
|                                                       | Polskie Stronnictwo Ludowe                           | 55 282 | 27,98 | 3       | Stanisław Masternak, Stanisław Bartoszek, Lidia Błądek |
|                                                       | Sojusz Lewicy Demokratycznej                         | 36 172 | 18,31 | 2       | Jerzy Jaskiernia, Władysław Stępień                    |
|                                                       | Niezależny Samorządny Związek Zawodowy „Solidarność” | 16 235 | 8,22  | –       |                                                        |
|                                                       | Konfederacja Polski Niepodległej                     | 13 844 | 7,01  | 1       | Krzysztof Kamiński                                     |
|                                                       | Bezpartyjny Blok Wspierania Reform                   | 11 793 | 5,97  | –       |                                                        |
|                                                       | Katolicki Komitet Wyborczy „Ojczyzna”                | 10 735 | 5,43  | –       |                                                        |
|                                                       | Porozumienie Centrum                                 | 9767   | 4,94  | –       |                                                        |
|                                                       | Unia Demokratyczna                                   | 8796   | 4,45  | –       |                                                        |
|                                                       | Unia Pracy                                           | 8041   | 4,07  | –       |                                                        |
|                                                       | Polskie Stronnictwo Ludowe – Porozumienie Ludowe     | 7319   | 3,70  | –       |                                                        |
|                                                       | Partia X                                             | 6594   | 3,34  | –       |                                                        |
|                                                       | Koalicja dla Rzeczypospolitej                        | 4764   | 2,41  | –       |                                                        |
|                                                       | Unia Polityki Realnej                                | 4587   | 2,32  | –       |                                                        |
|                                                       | Kongres Liberalno-Demokratyczny                      | 3103   | 1,57  | –       |                                                        |
|                                                       | NOT Stowarzyszenia Techniczne                        | 519    | 0,26  | –       |                                                        |
| Frekwencja: 48,42% Źródło: Państwowa Komisja Wyborcza |                                                      |        |       |         |                                                        |

Poniższa tabela przedstawia podział mandatów dla komitetów wyborczych na podstawie uzyskanych głosów, a następnie obliczonych ilorazów wyborczych na podstawie metody D’Hondta.
| Podział mandatów dla komitetów wyborczych na podstawie metody D’Hondta | Podział mandatów dla komitetów wyborczych na podstawie metody D’Hondta | Podział mandatów dla komitetów wyborczych na podstawie metody D’Hondta | Podział mandatów dla komitetów wyborczych na podstawie metody D’Hondta | Podział mandatów dla komitetów wyborczych na podstawie metody D’Hondta | Podział mandatów dla komitetów wyborczych na podstawie metody D’Hondta | Podział mandatów dla komitetów wyborczych na podstawie metody D’Hondta | Podział mandatów dla komitetów wyborczych na podstawie metody D’Hondta | Podział mandatów dla komitetów wyborczych na podstawie metody D’Hondta | Podział mandatów dla komitetów wyborczych na podstawie metody D’Hondta | Podział mandatów dla komitetów wyborczych na podstawie metody D’Hondta |
| Komitet wyborczy                                                       | Komitet wyborczy                                                       | Liczba głosów                                                          | Iloraz wyborczy                                                        | Iloraz wyborczy                                                        | Iloraz wyborczy                                                        | Iloraz wyborczy                                                        | Iloraz wyborczy                                                        | Iloraz wyborczy                                                        | Mandaty                                                                | TP                                                                     |
| Komitet wyborczy                                                       | Komitet wyborczy                                                       | Liczba głosów                                                          | /1                                                                     | /2                                                                     | /3                                                                     | /4                                                                     | /5                                                                     | /6                                                                     | Mandaty                                                                | TP                                                                     |
| ---------------------------------------------------------------------- | ---------------------------------------------------------------------- | ---------------------------------------------------------------------- | ---------------------------------------------------------------------- | ---------------------------------------------------------------------- | ---------------------------------------------------------------------- | ---------------------------------------------------------------------- | ---------------------------------------------------------------------- | ---------------------------------------------------------------------- | ---------------------------------------------------------------------- | ---------------------------------------------------------------------- |
|                                                                        | Polskie Stronnictwo Ludowe                                             | 55 282                                                                 | 55 282                                                                 | 27 641                                                                 | 18 427                                                                 | 13 821                                                                 | 11 056                                                                 | 9214                                                                   | 3                                                                      | 2,46                                                                   |
|                                                                        | Sojusz Lewicy Demokratycznej                                           | 36 172                                                                 | 36 172                                                                 | 18 086                                                                 | 12 057                                                                 | 9043                                                                   | 7234                                                                   | 6029                                                                   | 2                                                                      | 1,61                                                                   |
|                                                                        | Konfederacja Polski Niepodległej                                       | 13 844                                                                 | 13 844                                                                 | 6922                                                                   | 4615                                                                   | 3461                                                                   | 2769                                                                   | 2307                                                                   | 1                                                                      | 0,62                                                                   |
|                                                                        | Bezpartyjny Blok Wspierania Reform                                     | 11 793                                                                 | 11 793                                                                 | 5897                                                                   | 3931                                                                   | 2948                                                                   | 2359                                                                   | 1966                                                                   | 0                                                                      | 0,53                                                                   |
|                                                                        | Unia Demokratyczna                                                     | 8796                                                                   | 8796                                                                   | 4398                                                                   | 2932                                                                   | 2199                                                                   | 1759                                                                   | 1466                                                                   | 0                                                                      | 0,39                                                                   |
|                                                                        | Unia Pracy                                                             | 8041                                                                   | 8041                                                                   | 4021                                                                   | 2680                                                                   | 2010                                                                   | 1608                                                                   | 1340                                                                   | 0                                                                      | 0,36                                                                   |
| Ogółem                                                                 | Ogółem                                                                 | 134 683                                                                | —                                                                      | —                                                                      | —                                                                      | —                                                                      | —                                                                      | —                                                                      | 6                                                                      | 6                                                                      |

### Wybory parlamentarne 1997
| Komitet wyborczy                                      | Komitet wyborczy                          | Głosów | %     | Mandaty | Wybrani posłowie                                   |
| ----------------------------------------------------- | ----------------------------------------- | ------ | ----- | ------- | -------------------------------------------------- |
|                                                       | Akcja Wyborcza Solidarność                | 77 140 | 39,29 | 3       | Andrzej Gargaś, Krzysztof Kamiński, Tadeusz Pawlus |
|                                                       | Sojusz Lewicy Demokratycznej              | 46 591 | 23,73 | 2       | Jerzy Jaskiernia, Władysław Stępień                |
|                                                       | Polskie Stronnictwo Ludowe                | 22 772 | 11,60 | 1       | Stanisław Masternak                                |
|                                                       | Ruch Odbudowy Polski                      | 15 698 | 8,00  | –       |                                                    |
|                                                       | Unia Wolności                             | 13 957 | 7,11  | –       |                                                    |
|                                                       | Unia Pracy                                | 5503   | 2,80  | –       |                                                    |
|                                                       | Krajowe Porozumienie Emerytów i Rencistów | 5302   | 2,70  | –       |                                                    |
|                                                       | Krajowa Partia Emerytów i Rencistów       | 3755   | 1,91  | –       |                                                    |
|                                                       | Blok dla Polski                           | 3231   | 1,65  | –       |                                                    |
|                                                       | Unia Prawicy Rzeczypospolitej             | 2394   | 1,22  | –       |                                                    |
| Frekwencja: 46,44% Źródło: Państwowa Komisja Wyborcza |                                           |        |       |         |                                                    |

Poniższa tabela przedstawia podział mandatów dla komitetów wyborczych na podstawie uzyskanych głosów, a następnie obliczonych ilorazów wyborczych na podstawie metody D’Hondta.
| Podział mandatów dla komitetów wyborczych na podstawie metody D’Hondta | Podział mandatów dla komitetów wyborczych na podstawie metody D’Hondta | Podział mandatów dla komitetów wyborczych na podstawie metody D’Hondta | Podział mandatów dla komitetów wyborczych na podstawie metody D’Hondta | Podział mandatów dla komitetów wyborczych na podstawie metody D’Hondta | Podział mandatów dla komitetów wyborczych na podstawie metody D’Hondta | Podział mandatów dla komitetów wyborczych na podstawie metody D’Hondta | Podział mandatów dla komitetów wyborczych na podstawie metody D’Hondta | Podział mandatów dla komitetów wyborczych na podstawie metody D’Hondta | Podział mandatów dla komitetów wyborczych na podstawie metody D’Hondta | Podział mandatów dla komitetów wyborczych na podstawie metody D’Hondta |
| Komitet wyborczy                                                       | Komitet wyborczy                                                       | Liczba głosów                                                          | Iloraz wyborczy                                                        | Iloraz wyborczy                                                        | Iloraz wyborczy                                                        | Iloraz wyborczy                                                        | Iloraz wyborczy                                                        | Iloraz wyborczy                                                        | Mandaty                                                                | TP                                                                     |
| Komitet wyborczy                                                       | Komitet wyborczy                                                       | Liczba głosów                                                          | /1                                                                     | /2                                                                     | /3                                                                     | /4                                                                     | /5                                                                     | /6                                                                     | Mandaty                                                                | TP                                                                     |
| ---------------------------------------------------------------------- | ---------------------------------------------------------------------- | ---------------------------------------------------------------------- | ---------------------------------------------------------------------- | ---------------------------------------------------------------------- | ---------------------------------------------------------------------- | ---------------------------------------------------------------------- | ---------------------------------------------------------------------- | ---------------------------------------------------------------------- | ---------------------------------------------------------------------- | ---------------------------------------------------------------------- |
|                                                                        | Akcja Wyborcza Solidarność                                             | 77 140                                                                 | 77 140                                                                 | 38 570                                                                 | 25 713                                                                 | 19 285                                                                 | 15 428                                                                 | 12 857                                                                 | 3                                                                      | 2,63                                                                   |
|                                                                        | Sojusz Lewicy Demokratycznej                                           | 46 591                                                                 | 46 591                                                                 | 23 296                                                                 | 15 530                                                                 | 11 648                                                                 | 9318                                                                   | 7765                                                                   | 2                                                                      | 1,59                                                                   |
|                                                                        | Polskie Stronnictwo Ludowe                                             | 22 772                                                                 | 22 772                                                                 | 11 386                                                                 | 7591                                                                   | 5693                                                                   | 4554                                                                   | 3795                                                                   | 1                                                                      | 0,78                                                                   |
|                                                                        | Ruch Odbudowy Polski                                                   | 15 698                                                                 | 15 698                                                                 | 7849                                                                   | 5233                                                                   | 3925                                                                   | 3140                                                                   | 2616                                                                   | 0                                                                      | 0,53                                                                   |
|                                                                        | Unia Wolności                                                          | 13 957                                                                 | 13 957                                                                 | 6979                                                                   | 4652                                                                   | 3489                                                                   | 2791                                                                   | 2326                                                                   | 0                                                                      | 0,48                                                                   |
| Ogółem                                                                 | Ogółem                                                                 | 176 158                                                                | —                                                                      | —                                                                      | —                                                                      | —                                                                      | —                                                                      | —                                                                      | 6                                                                      | 6                                                                      |